# Barbara Majewska-Żuromska
Barbara Majewska-Żuromska (ur. 18 listopada 1945 w Warszawie) – polska aktorka.

## Życiorys
Barbara Majewska-Żuromska urodziła się 18 listopada 1945 w Warszawie. W latach 1967–1970 występowała na deskach Teatru Dolnośląskiego w Jeleniej Górze. W 1972 roku zdała egzamin eksternistyczny dla aktorów dramatu przed Komisją ZASP-u. Występowała na scenach teatrów warszawskich: Studencki Teatr Satyryków (lata 1970–1971), Teatr Rozmaitości (1971–1984), Teatr Komedia (1984–1990), Północne Centrum Sztuki (1990–1991). Występowała również w spektaklach telewizyjnych, filmach oraz serialach. W 2022 roku aktorka nagrodzona została Brązowym Medalem „Zasłużony Kulturze Gloria Artis”.
Barbara Majewska-Żuromska wystąpiła, m.in. w następujących produkcjach filmowych: Kamienne tablice (1983, reż. Ewa i Czesław Petelscy), Czas dojrzewania (1984, reż. Mieczysław Waśkowski), Labirynt (1985, reż. Andrzej Stefan Kałuszko), Skazany na bluesa (2005, reż. Jan Kidawa-Błoński).